# 环境法学
环境法学是环境科学和法学之间的交叉学科，研究环境法律及其发展规律，包括环境法的产生、本质、特征、形式、发展、作用、制定和实施以及与其他社会现象的关系等一系列问题，其强制执行的法律规范保护环境和自然资源，防治污染和其他公害，以保护公民的生存环境。
环境法学研究范围有国际法、各国宪法中关于保护环境和防治污染的规定，环境保护法规政策，各种环境质量标准、污染物排放标准，关于设置环境管理机构、处理环境纠纷的法规，以及各种行政法、民法、刑法、经济法等中关于环境保护的条文等。